# Катастрофа Ан-10 під Ворошиловградом
31 березня 1971 року в Лутугинському районі Ворошиловградської області, неподалік Ворошиловграда зазнав катастрофи літак Ан-10 компанії Аерофлот, який виконував рейс 1969 (Куйбишев—Ворошиловград—Одеса). Загинули всі 65 людей на борту.

## Катастрофа
У той день рейс 1969 виконував Ан-10 із бортовим номером 11145 (заводський — 8400701) Куйбишевського авіазагону, 1958 року випуску, який мав 14 337 годин нальоту і 9081 посадку. Його пілотував екіпаж із 173-го літного загону у складі командира Івана Жучкова, другого пілота Миколи Звєрєва, штурмана Михайла Трубіна, бортмеханіка Олександра Голомозова та бортрадиста Євгенія Гуркіна. У кабіні також перебував супровідний міліціонер капітан Микола Беседін. У салоні працювали стюардеси Валентина Ісаєва й Надія Кухтей. Загалом на борту перебували 57 пасажирів.
В 11:13 авіалайнер вилетів із куйбишевського (нині Самара) аеропорту Курумоч і зайняв ешелон 7800 метрів.
Проходячи в районі диспетчерського центру Ростов, екіпаж отримав вказівку спуститися до висоти 5700 метрів, а після проходження ОПРС Самбек — до 4500 метрів. З диспетчером аеропорту Ворошиловград (нині Луганськ) екіпаж вийшов на зв'язок після прольоту ОПРС Довжанська, після чого одержав відомості про погоду (суцільна хмарність із нижньою границею 600 метрів, видимість 10 км, вітер помірний, 8–12 м/с, північно-східного напрямку), а також вказівка про захід на посадку магнітним курсом 94°. У 12:55:42 диспетчер дав екіпажу вказівку на зниження до висоти 1200 метрів. У 12:58:46 екіпаж доклав про заняття цієї висоти, після чого диспетчер дав нову вказівку — знижуватися до 600 метрів. Екіпаж підтвердив отримання інформації й продовжив зниження.
Несподівано під час зниження літака від правого крила відірвало частину конструкції разом з елеронами. У крилі розірвало лінії гідросистеми, що у сполученні з напором повітря призвело до так званого флюгування обох правих гвинтів, тобто вони втратили силу тяги. Крім того, уламки крила пошкодили правий стабілізатор разом зі стерном висоти, що кріпиться до нього. Унаслідок отриманих пошкоджень Ан-10 швидко отримав правий крен, при цьому переходячи в піке і правий віраж. Близько 12:59:30 під кутом 60° і з правим креном 50° літак урізався в землю поблизу шосе на околиці села Волнухине Лутугинського району Ворошиловградської області, у 13 км південно-західніше (азимут 210°) аеропорту Ворошиловград. Усі 65 людей на борту літака загинули.

## Розслідування
У процесі розслідування катастрофи з'ясувалося, що крило почало руйнуватися в нижній частині. У зв'язку з цим поширена думка, що причиною стали утомні тріщини в районі заклепувального шва. Однак офіційно під час лабораторних досліджень ознак утомного руйнування виявлено не було. Дослідження показали, що якість шва висока і що руйнування відбулося через короткочасні руйнівні навантаження, які перевищили розрахункові.
Була також версія, що крило зруйнувалося через високий тиск усередині крилових кесонів, спричинений відключенням протиобліднювальної системи, коли вихідні отвори були частково закупорені льодом. Однак випробування, у тому числі продувки в аеродинамічній трубі, показали, що в разі виникнення подібної ситуації перевищення тиску є незначним і не виходить за межі припустимого.
Отже, оскільки обидві основні версії не знайшли підтвердження, офіційно причини катастрофи так і не були встановлені. Крім цього, була також неофіційна версія про вибух парів палива.